# Mannit
A mannit (INN: mannitol) (más néven hexán-1,2,3,4,5,6-hexol vagy E421) cukoralkoholok csoportjába tartozó szerves vegyület, a szorbit sztereoizomerje. Képlete: C6H8(OH)6. Először a virágos kőrisből (Fraxinus ornus) sikerült izolálni, melynek kérgéből néha édes nedv, manna (mannit) folyik, ezért szokták mannakőrisnek is nevezni. Élelmiszeripari és gyógyszerészeti felhasználása jelentős. A VIII. Magyar Gyógyszerkönyvben Mannitolum    néven hivatalos.  

## Kémiai tulajdonságok
A mannit egy cukoralkohol, mely a szervezetben lassan bomlik le. A glükóz redukciójával keletkezik, amikor annak aldehidcsoportja hidroxilcsoporttá alakul. Vizes oldatban lead egy hidrogéniont, ezért enyhén savas kémhatású. A savas kémhatás ellensúlyozásához általában nátrium-hidrogén-karbonátot alkalmaznak. A mannit a biológiai membránokon nem képes áthatolni.

## Felhasználása

### Gyógyászatban
- az agyban kialakult nagy nyomás csökkentésére, vazodilatátorként, és a víz + Na+ mennyiségének csökkentésére alkalmazzák (ezáltal csökkentve az extracelluláris folyadékmennyiséget)
- a vér-agy gát áteresztőképességének növelésére is alkalmas, mert időszakosan csökkenti a kapillárisokat alkotó hámsejtek méretét (egyes gyógyszereknél, például az Alzheimer-kór kezelésére elengedhetetlen)
- csökkenti az egyes tengeri élőlényekben előforduló ciguatoxin okozta mérgezés tüneteit
- egyes műtéteknél az eszközök (például vénába vezetett drótszálak) éles végét mannittal vonják be, hogy azok ne sértsék fel a véna belső felszínét. A mannit idővel a vérben feloldódik, így mire az orvos a helyére vezette az eszközt, már nincs a végén mannit, és szabadon használható.

### Élelmiszeriparban
Élelmiszerekben elsősorban alacsony energiatartalmú édesítőszerként, valamint csomósodást gátló anyagként alkalmazzák E421 néven. Napi maximum beviteli mennyisége 160 mg/testsúlykg.
Nagy mennyiség elfogyasztása esetén puffadás, hasmenés léphet fel.
Fruktóz felszívódási zavarban szenvedő betegek számára egészségügyi kockázatot jelent a Mannit fogyasztása, ugyanis a cukoralkoholok lassítják a fruktóz felszívódását.

### Egyéb
Egyes tudatmódosító szerekben (például heroin, metamfetamin) megtalálható. Előfordulás a térfogat növelésével, és ebből fakadóan az egységnyi tömegű kábítószer hatásának csökkenésével jár.

## Külső források
- http://www.food-info.net/uk/e/e421.htm
- Cruz J, Minoja G, Okuchi K. Improving clinical outcomes from acute subdural hematomas with the emergency preoperative administration of high doses of mannitol: a randomized trial. Neurosurgery. 2001 Oct;49(4):864-71. PMID 11564247
- Cooley's Cyclopaedia of Practical Receipts, 6th ed. (1880)
- https://web.archive.org/web/20070209082640/http://www.rxlist.com/cgi/generic4/osmitrol.htm
- http://www.gpnotebook.co.uk/simplepage.cfm?ID=1724907529 Archiválva 2007. október 24-i dátummal a Wayback Machine-ben